# Ólafur Rafnsson
Ólafur Eðvarð Rafnsson (7. dubna 1963 – 19. června 2013 Ženeva) byl islandský basketbalista a basketbalový funkcionář.

## Život
Hrál basketbal, v roce 1988 se stal mistrem Islandu s týmem Haukar Hafnarfjörður. Nastupoval též za reprezentaci a hrál evropské klubové poháry. Byl také trenérem, a to až na úrovni nejvyšší islandské soutěže mužů i žen.
V letech 1996 až 2006 byl předsedou islandského basketbalového svazu. Za dobu jeho působení narostl počet basketbalových klubů v ligových soutěží v zemi o 106 %. 29. dubna 2006 byl zvolen předsedou Islandské olympijské a sportovní asociace, čili místního národního olympijského výboru. V roce 1993 byl spoluzakladatelem islandské asociace basketbalu vozíčkářů.
V roce 2002 se stal členem rady Evropské basketbalové federace FIBA Europe a v roce 2010 byl zvolen jejím předsedou, když ve volbě s protikandidátem Turgayem Demirelem z Turecka získal 32 z 51 hlasů. V květnu 2011 odvolal generálního sekretáře FIBA Europe Nara Zanolina, což vyvolalo reakci 28 členských svazů federace, které se obrátily na Mezinárodní sportovní arbitráž (CAS) v Lausanne s žádostí o svolání mimořádné valné hromady s jediným bodem, a to volbou nového vedení. CAS musel rozhodnout, protože stanovy FIBA Europe neobsahují žádnou standardní metodu k odvolání vedení federace. CAS žádost svazů odmítl, Ólafur pak věc okomentoval s tím, že svazy měly své úsilí, věnované žádosti pro CAS, zaměřit spíš na rozvoj basketbalu.
Vystudoval práva a civilním zaměstnáním byl advokát, provozoval vlastní advokátní kancelář. Měl manželku a tři děti.
Zemřel v průběhu návštěvy na jednání FIBA v Ženevě.